# Ara Martis
De Ara Martis was een altaar gewijd aan de god Mars in het oude Rome.
Het altaar voor Mars was de oudste cultusplaats voor de oorlogsgod, die volgens de Romeinse mythologie de vader was van Romulus en Remus, de stichters van de stad. Om deze reden werd Mars al vroeg vereerd. Koning Numa Pompilius bouwde rond 700 v.Chr. het altaar op het open veld ten westen van de stad, dat vervolgens de naam Marsveld kreeg.
Het altaar stond op het terrein van de Villa Publica. De censors werkten hier en stelden hun zetels op bij het Altaar van Mars zodra ze gekozen waren. Het altaar werd gebruikt bij een religieuze ceremonie, waarbij de aanwezige burgers aan het einde van een volkstelling ritueel werden gereinigd. De Villa Publica ging bij een grote brand in het jaar 80 verloren en werd gedeeltelijk herbouwd als het Divorum. Vermoedelijk werd hier ook een nieuw altaar voor Mars gebouwd. De verdere geschiedenis van het altaar is onbekend, er zijn geen restanten van teruggevonden.
Pas rond 133 v.Chr. werd een echte Tempel van Mars in de nabijheid van het altaar gebouwd. Deze tempel stond bij het Circus Flaminius. De belangrijkste Tempel van Mars stond echter aan de Via Appia, aan de andere kant van de stad.

## Bron
- L. Richardson, jr, A New Topographical Dictionary of Ancient Rome, Baltimore - London 1992. pp.245. ISBN 0801843006